# Metabolizm informacyjny
Metabolizm informacyjny (metabolizm sygnalizacyjny) – wymiana informacji żywego ustroju z otoczeniem i ze samym sobą. Podstawową jednostką tej wymiany jest struktura czynnościowa. U człowieka metabolizm informacyjny wpływa na regulowanie funkcjonowania struktury psycho-fizycznej.
Pojęcie wprowadził Antoni Kępiński. Twórcą teorii metabolizmu informacyjnego jest Donald Broadbent (1958). Spełnia ono kluczową rolę w szerszym systemie zwanym metabolizmem energetyczno-informacyjnym, czyli w koncepcji całego świata ożywionego.